# Бернхард Оранский-Нассау, ван Волленховен
Бернхард Лукас Эммануэль Оранский-Нассау, ван Волленховен (нидерл. Bernhard Lucas Emmanuel van Oranje-Nassau, Van Vollenhoven; род. 25 декабря 1969, Неймеген) — принц Нидерландов, предприниматель, сын принцессы Маргариты Нидерландской и её супруга Питера ван Волленховена.

## Биография

### Происхождение и образование
Бернхард Оранский-Нассау родился 25 декабря 1969 года в семье принцессы Маргариты Нидерландской и её супруга Питера ван Волленховена. У него есть старший брат принц Мауриц (род. 1968), а также младшие братья принц Питер-Кристиан (род. 1972) и принц Флорис (род. 1975).
После окончания среднего образования Бернхард поступил в Джорджтаунский университет, где изучал экономику. Через год, в 1989 году поступил в Гронингенский университет, который закончил в качестве доктора экономических наук.

### Деловая карьера
Ещё во время учёбы Бернхард стал заниматься предпринимательской деятельностью, основав с тремя однокурсниками курьерскую компанию «Ritzen Koeriers». В 1999 году компания была обвинена в неуплате налогов за автомобили, предоставленные в аренду сотрудникам.
В 2002 году принц Бернхард покинул компанию, которая сменила название на «Logistieke Meesters».
В 2015 году вместе с Менно де Йонгом Бернхард основал компанию Chapman Andretti Partners. В феврале 2016 года компания приобрела гоночную трассу в Зандворте. В 2020 году на этой трассе планировалось проведение Гран-при Нидерландов в классе гонок Формула-1, но из-за пандемии COVID-19 этап был отменён и перенесен на следующий год.

### Семья
В июле 2000 года Бернхард женился на Аннетт Оранской-Нассау, ван Волленховен-Секреве (род. 1972). У пары 3 детей:
- Изабелла Лили Джулиана ван Волленховен (род. 14 мая 2002);
- Сэмюэл Бернхард Луи ван Волленховен (род. 25 мая 2004);
- Бенджамин Питер Флорис ван Волленховен (род. 12 марта 2008).